# المرجة (ريوخة)
المَرجَة أو مرجة كَمرُس (بالإسبانية Almarza de Cameros) هي قرية في مقاطعة ومجتمع مستقل في منطقة ريوخة بإسبانيا . تبلغ مساحة البلدية 28.11 كيلومتر مربع (10.85 ميل2) واعتبارًا من عام 2011 كان عدد سكانها 23 شخصًا. 